# South Twin
Der South Twin  (oder South Twin Peak) ist ein 3581 m (nach anderen Quellen 3549 m) hoher Gipfel im Jasper-Nationalpark in der Provinz Alberta in Kanada.
Der South Twin liegt in der Sir Winston Churchill Range am nordöstlichen Rand des Columbia-Eisfelds. Das zugehörige Bergmassiv wurde 1898 von J. Norman Collie und Hugh Stutfield zunächst als The Twins benannt. Die höhere Spitze liegt auf 3684 m und heißt heute North Twin. Der South Twin wurde 1924 erstmals bestiegen durch F. V. Field, W. O. Field und L. Harris mit den Bergführern Edward Feuz Junior und J. Biner.